# Quebradas de los Túmulos
Las Quebradas de los Túmulos (Barrow-downs en inglés) son unas colinas ficticias en las que se ambienta parte del legendarium creado por el escritor británico J. R. R. Tolkien y de la trama de su novela El Señor de los Anillos. Son un grupo de lomas al este de la Comarca, detrás del Bosque Viejo, y al suroeste de la localidad de Bree, donde Tolkien localizó las tumbas de los reyes y príncipes de los dúnedain de Arthedain caídos en batalla.

## Etimología y otros nombres
Muchas de las colinas fueron coronadas con menhires y túmulos, de ahí su nombre común en oestron. Su nombre en sindarin, Tyrn Gorthad, está formado por el plural de torn (‘colina, cerro’) y gorth (‘muerto’), con el sufijo de lugar -ad, lo que se puede traducir como ‘colinas de las sepulturas’.

## Historia ficticia
Muchos de los túmulos de Tyrn Gorthad fueron levantados durante la Primera Edad del Sol por los antepasados de los edain, antes de que cruzaran las Montañas Azules hacia Beleriand; por este motivo, las colinas fueron reverenciadas por los dúnedain en las Segunda y Tercera Edades del Sol.
De los dunlendinos que se trasladaron a los valles situados en el sur de las Montañas Nubladas durante la Segunda Edad del Sol, algunos continuaron avanzando y se asentaron en las Quebradas de los Túmulos; sus descendientes fueron los que tiempo después fundaron y habitaron la aldea de Bree.
Tras la división de Arnor y el reparto de sus tierras entre los hijos del rey Eärendur, las Quebradas de los Túmulos pasaron a formar parte del nuevo reino de Cardolan. En el año 1409 de la Tercera Edad del Sol, durante la guerra entre Angmar y los reinos que formaban el antiguo Arnor, Cardolan fue asolado y algunos de los dúnedain que allí vivían resistieron al enemigo en las Quebradas de los Túmulos o se refugiaron en los bosques que se extendían por detrás. Años después, la Gran Peste provocó la muerte de los pocos habitantes de Cardolan y las tumbas de Tyrn Gorthad fueron ocupadas por espíritus malignos enviados por el Rey Brujo desde Angmar y Rhudaur, que luego serían conocidos como los tumularios.
Durante la búsqueda del Anillo Único por parte de los Nazgûl a finales de la Tercera Edad del Sol, el Rey Brujo visitó las Quebradas de los Túmulos por varios días y todos los espíritus malignos de las tumbas se despertaron y montaron guardia tanto allí como en el Bosque Viejo. Pocos años después, el hobbit Frodo Bolsón fue atrapado en un túmulo por uno de estos seres y sólo la ayuda de Tom Bombadil pudo salvarlo; se dice que en esa tumba se encontraba el último príncipe de Cardolan, que cayó en la guerra contra Angmar del 1409 T. E.